# Gerlach Cornelis Johannes van Massow (General)
Gerlach Cornelis Johannes van Massow (* 1687 in Neerbosch; † 22. März 1758 in ’s-Gravenhage) war ein niederländischer General. 
Er gehörte zu dem niederländischen Zweig der pommerschen uradligen Familie von Massow. Sein Vater Joachim Heinrich von Massow († 1708) war als dritter Sohn eines pommerschen Gutsbesitzers in niederländische Dienste getreten, wo er zum Major in einem Kavallerieregiment aufstieg. Seine Mutter war Geertruida Antoinetta van Zoudenbalch.
Gerlach Cornelis Johannes van Massow, er nannte sich bereits auf niederländische Art „van“ Massow, stieg 1747 zum Generalmajor in einem Kavallerieregiment in Diensten der Vereinigten Niederlande auf. 
Er heiratete 1719 Anna Geertruida de Villegas, Tochter des Baron de Villegas, Generalleutnant der Infanterie
und Kommandant von Breda. Aus der Ehe gingen sieben Kinder hervor, darunter Hendrik Johannes van Massow (* 1727; † 1789), der niederländischer Rittmeister wurde und mit seinem Sohn Godefridus van Massow (* 1761; † 1818), Kaufmann im Dienst der Niederländischen Ostindien-Kompanie und später Ratsherr in Leyden, diesen Familienzweig der Massows fortsetzte.    